# İhsaniye
İhsaniye là một huyện thuộc tỉnh Afyonkarahisar, Thổ Nhĩ Kỳ. Huyện có diện tích 889 km² và dân số thời điểm năm 2007 là 30550 người, mật độ 34 người/km².